# Naturpark Steigerwald

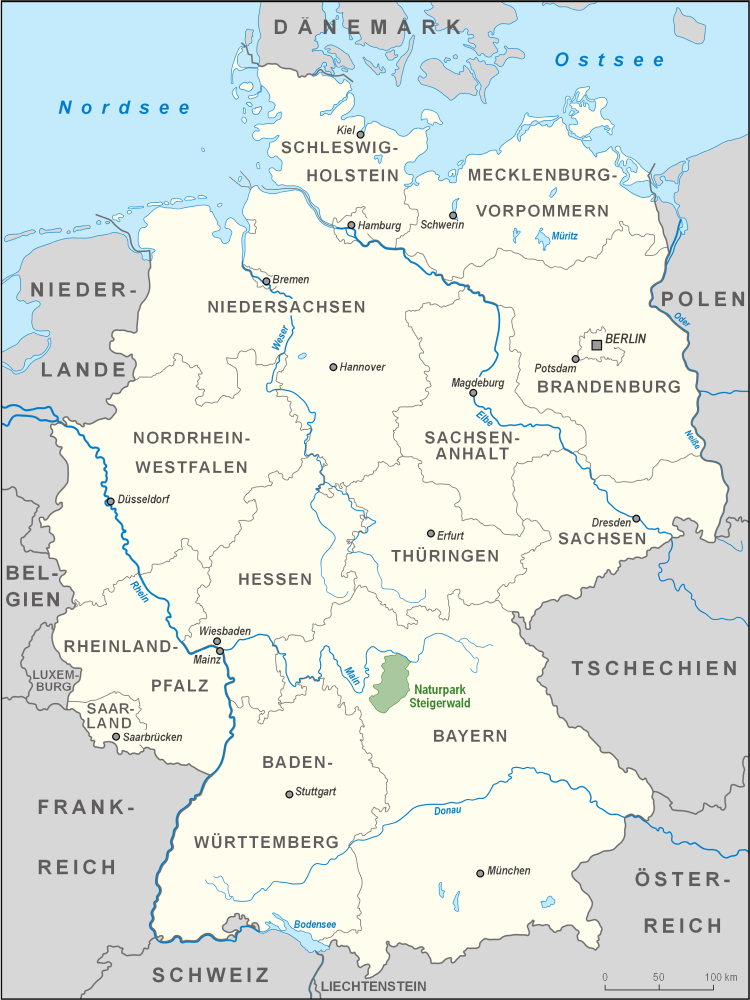
Lage des Naturparks Steigerwald

Logo des Naturparks Steigerwald

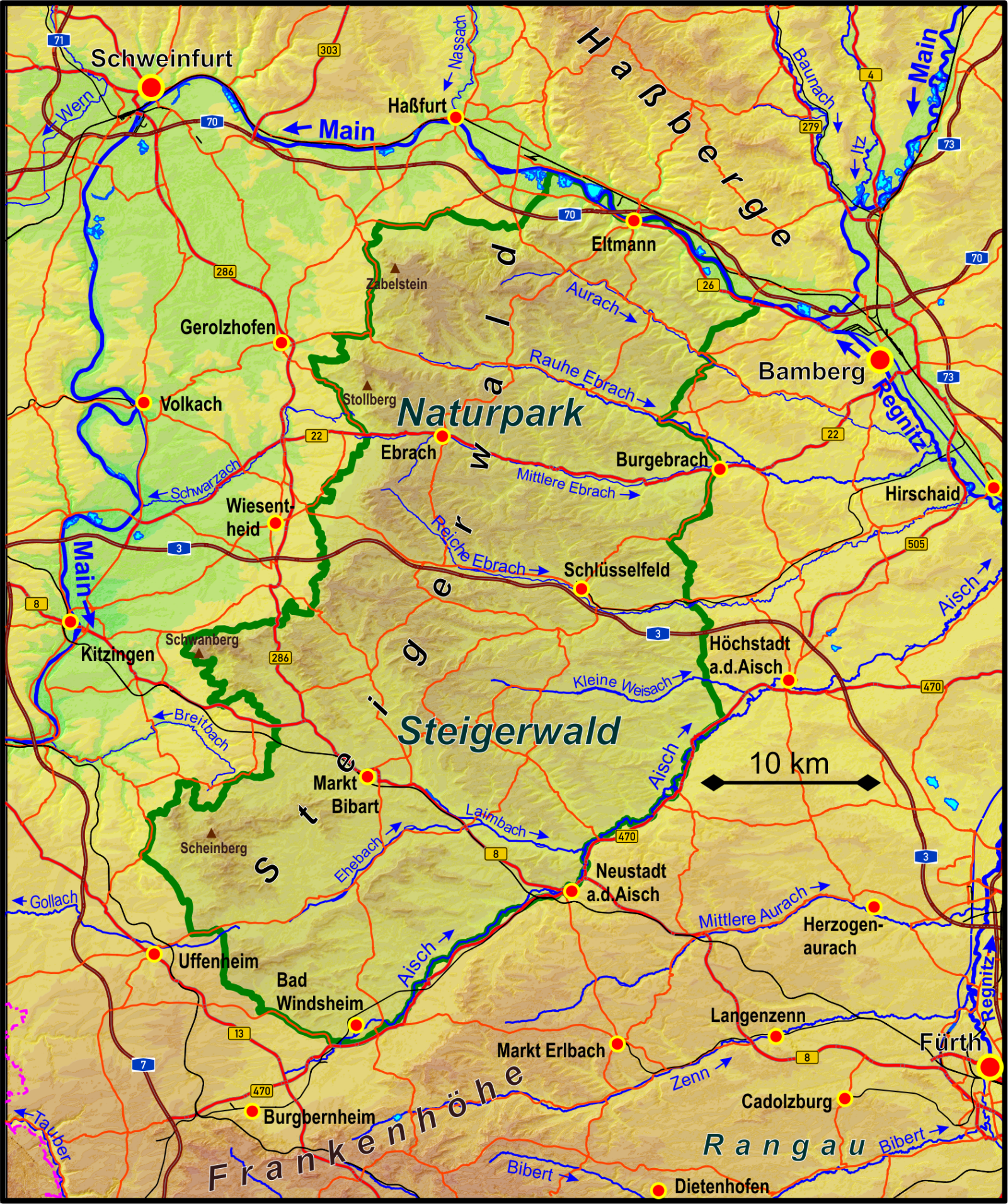
Lage und Topografie des Naturparks Steigerwald

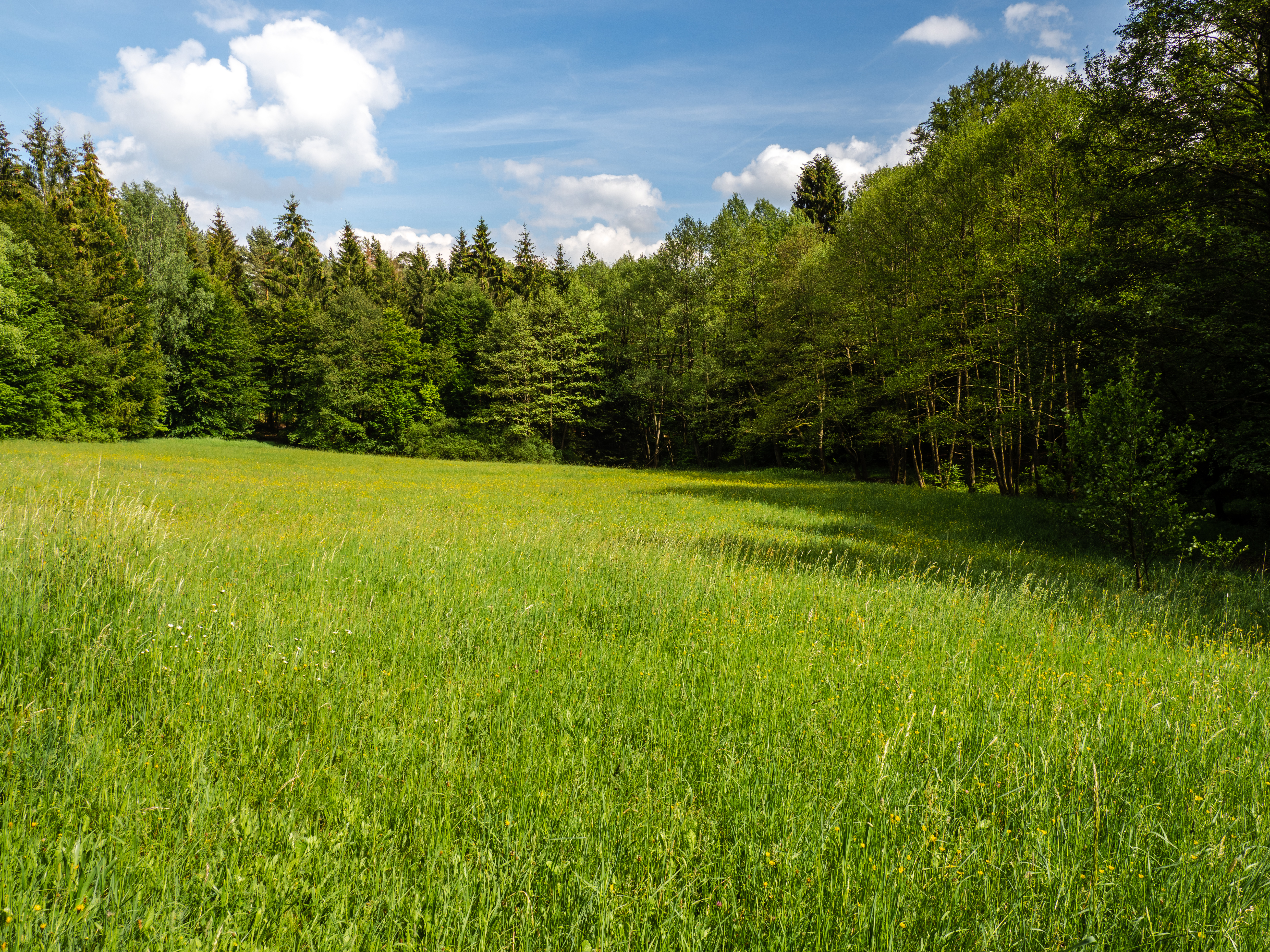
Wiese im Hirschbrunnenbachtal

Am 8. März 1988 wies das Bayerische Staatsministerium für Landesentwicklung und Umweltfragen ein 1280 km² großes Gebiet im Norden Bayerns (Deutschland) als Naturpark Steigerwald aus. Etwa die Hälfte der Fläche sind Landschaftsschutzgebiete. Betrieben wird der Naturpark durch den Tourismusverband Steigerwald und Naturpark Steigerwald e. V.
Die Landschaft ist geprägt von Laub- und Nadelwald, Teichen und Weinbau.

## Lage
Der Steigerwald liegt am vom Dreifrankenstein markierten Schnittpunkt der fränkischen Regierungsbezirke Unter-, Mittel- und Oberfranken. Er befindet sich zwischen den Städten Bamberg, Schweinfurt, Würzburg und Nürnberg. Im Norden wird er durch den Lauf des Mains begrenzt, im Osten durch die Regnitz. Die Grenze im Süden bildet die Aisch, im Westen wiederum der Main und in der Verlängerung eine Linie von Marktbreit über Uffenheim nach Bad Windsheim.

## Naturpark Steigerwald vs. Naturraum Steigerwald
Anders als viele andere Naturparks, die sich nur vage am Namensgeber orientieren und oftmals ausschließlich durch Gemeindegrenzen definiert sind, orientiert sich die Grenzziehung des Naturparks Steigerwald relativ eng an den Grenzen der physischen Mittelgebirgslandschaft bzw. dem Naturraum, nach dem er benannt ist. Abweichungen vom naturräumlichen Steigerwald sind: 
- Der Naturraum enthält das komplette Maintal zwischen Steigerwald und Haßbergen, während der Naturpark nur bis zur Mainmitte geht; im engeren Sinne enthält der physische Steigerwald die Talung auch nicht zu Anteilen.
- Das Tal der Aisch ab Dottenheim gehört nicht zum Naturraum, der Naturpark geht jedoch in der Regel bis oberhalb Höchstadts bis zur Flussmitte.
- Das Gebiet um Bad Windsheim gehört zur naturräumlichen Haupteinheit Windsheimer Bucht, Haupteinheitengruppe Mainfränkische Platten; der Naturpark geht dem gegenüber auch hier bis zur Aisch.

## Statistiken

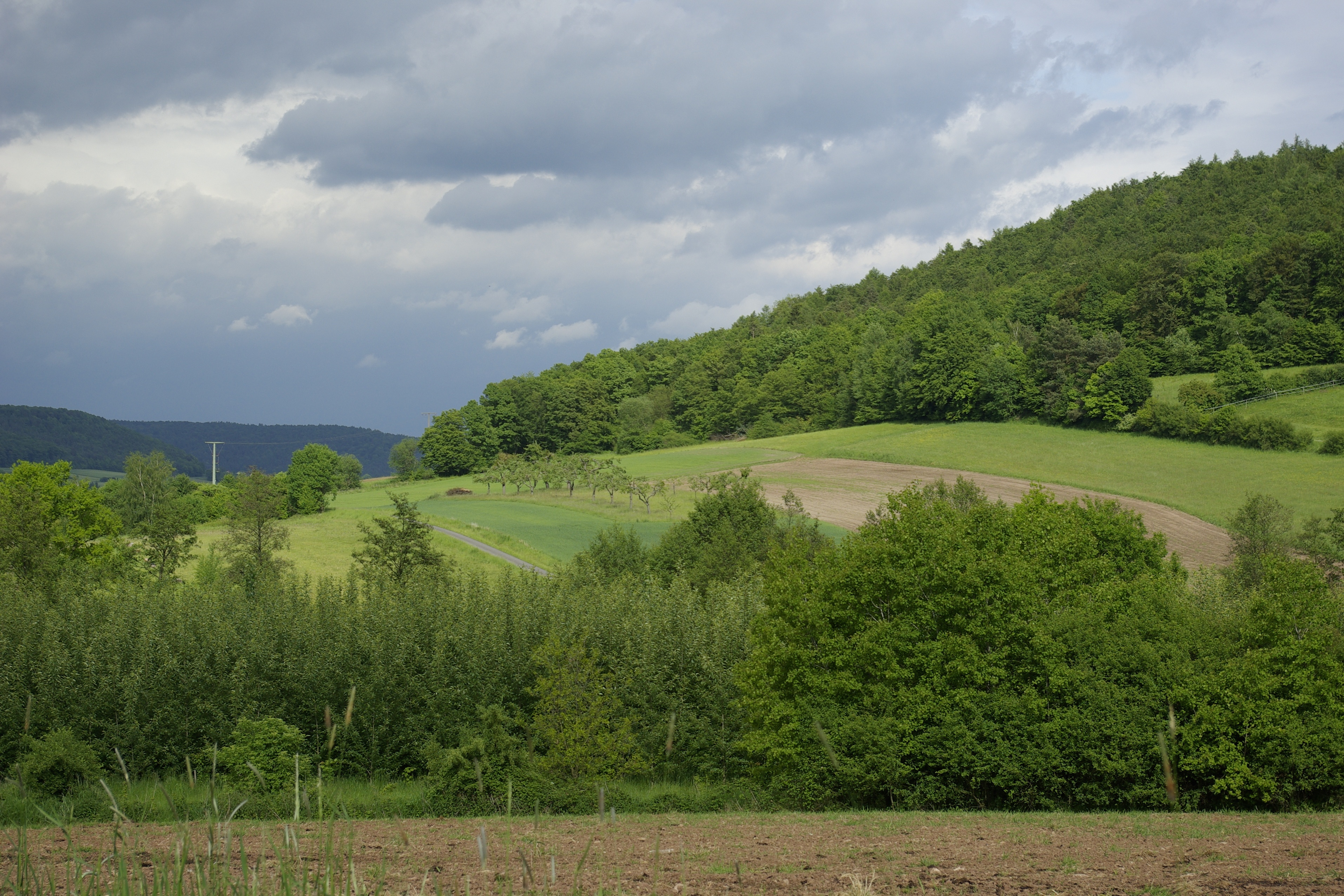
Landschaft im Naturpark, Bereich bei Geusfeld in der Gemeinde Rauhenebrach

### Flächenanteile nach Regierungsbezirken
Gesamtgröße: 1280 km²
| Regierungsbezirk | Fläche  | Anteil |
| ---------------- | ------- | ------ |
| Mittelfranken    | 634 km² | 49 %   |
| Oberfranken      | 216 km² | 17 %   |
| Unterfranken     | 430 km² | 34 %   |

### Flächenanteile nach Landkreisen
Gesamtgröße: 1280 km²
| Landkreis                            | Fläche  | Anteil  |
| ------------------------------------ | ------- | ------- |
| Bamberg                              | 214 km² | 16,72 % |
| Erlangen-Höchstadt                   | 104 km² | 08,13 % |
| Haßberge                             | 176 km² | 13,75 % |
| Kitzingen                            | 192 km² | 15,00 % |
| Neustadt a. d. Aisch – Bad Windsheim | 536 km² | 41,88 % |
| Schweinfurt                          | 058 km² | 04,52 % |

### Landschaftsschutzgebiete nach Regierungsbezirken
Gesamtgröße: 675 km² (rund 53 % des Naturparks)
| Regierungsbezirk | Fläche  | Anteil |
| ---------------- | ------- | ------ |
| Mittelfranken    | 034 km² | 05 %   |
| Oberfranken      | 216 km² | 32 %   |
| Unterfranken     | 425 km² | 63 %   |

### Eigentumsverhältnisse der Waldflächen
Gesamtgröße: 512,7 km² (rund 40 % des Naturparks)
| Eigentumsform     | Fläche    | Anteil |
| ----------------- | --------- | ------ |
| Bundeswald        | 00,8 km²  | 0 %    |
| Körperschaftswald | 145,5 km² | 29 %   |
| Privatwald        | 190,4 km² | 37 %   |
| Staatswald        | 175,9 km² | 34 %   |

## Nationalpark-Diskussion

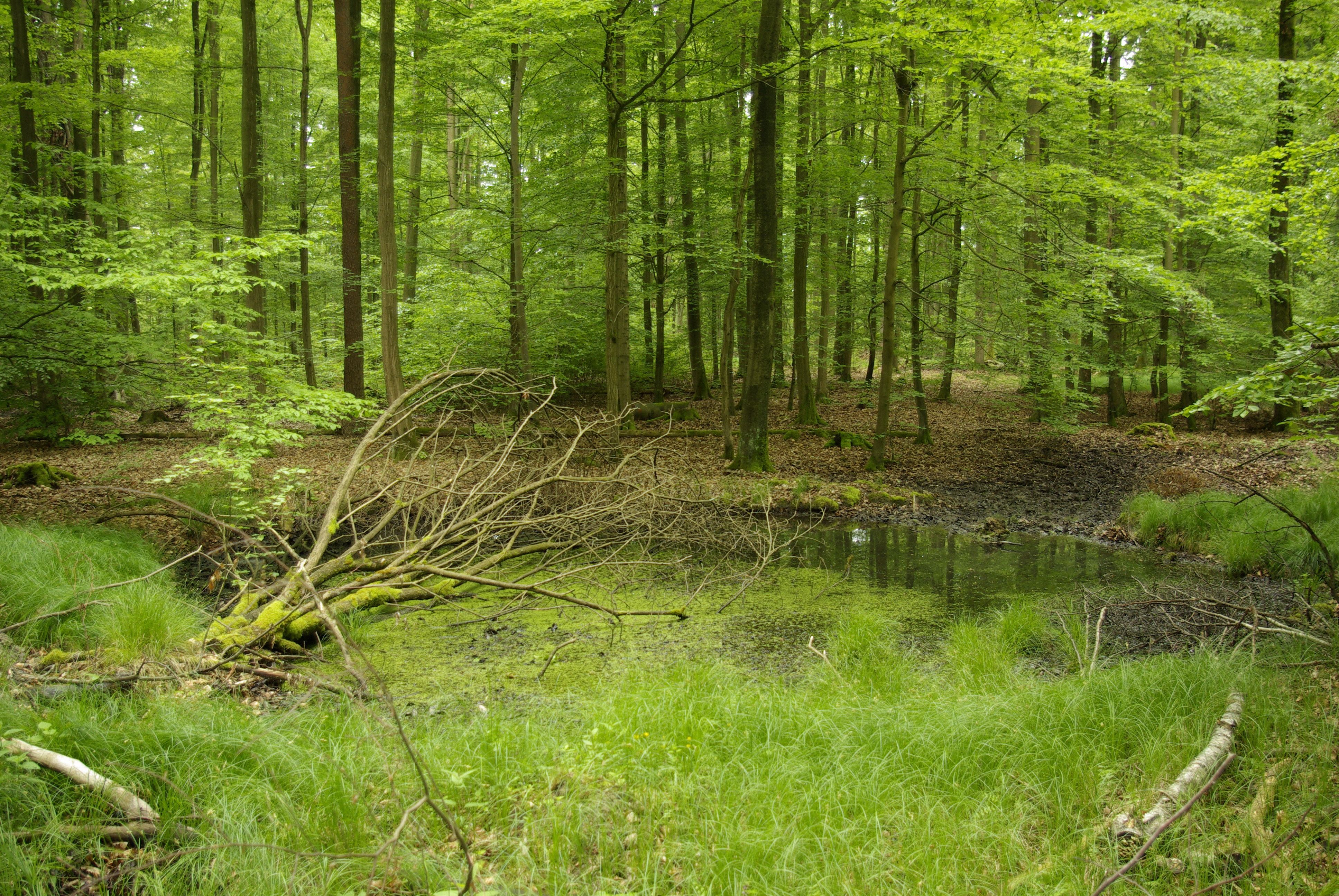
Der Hohe Buchene Wald im Ebracher Forst, 2014 unter Schutz gestellt

Seit März 2007 wird die Aufnahme von Teilen des nördlichen Naturparks Steigerwald ins UNESCO-Weltnaturerbeprogramm durch die Umwidmung in einen Nationalpark Steigerwald kontrovers diskutiert. Eine Studie des Bundesamts für Naturschutz listet jene Teile des Steigerwaldes auf Grund dort vorkommender sehr seltener Rotbuchen-Urwaldbestände und des immensen Artenreichtums als besonders schützenswert. Rund 11.000 Hektar, was knapp neun Prozent des Staatsforstes ausmacht, sollen nach dem Konzept in einen Nationalpark umgewandelt werden. Interessengruppen privater Waldbesitzer, Körperschaftswaldeigner, der Forst- und Landwirtschaft und politischer Lager versuchen dies vor allem im Hinblick auf den Verlust von Arbeitsplätzen zu verhindern.
Der ehemalige Bamberger Landrat Günther Denzler (CSU) wies daher kurz vor seinem Amtsende am 16. April 2014 das 775 Hektar große Schutzgebiet „Der Hohe Buchene Wald“ (geschützter Landschaftsbestandteil) aus.
Das umstrittene Schutzgebiet wurde im September 2015 wegen Rechtswidrigkeit per Verordnung wieder zurückgenommen. Diese „Rechtswidrigkeit“ wurde nun auch von der Regierung von Oberfranken festgestellt. Deshalb wurde zum 1. September 2015 die Aufhebung der Verordnung verfügt. Nach der Rechtsauffassung der Regierung von Oberfranken ist „die Verordnung des Landratsamtes Bamberg über den geschützten Landschaftsbestandteil Der hohe Buchene Wald im Ebracher Forst vom 16. April 2014 rechtswidrig, da die Verordnung nicht von der Ermächtigungsgrundlage des § 29 BNatSchG gedeckt ist.“ Die Regierung von Oberfranken schreibt weiter, dass „der Hohe Buchene Wald kein tauglicher Schutzgegenstand für einen geschützten Landschaftsbestandteil“ ist. Er ist nach Auffassung der Regierung „kein aus der Landschaft herausgehobenes Objekt, wie das Gesetz es verlangt. Daher war die Verordnung aus Gründen der Rechtsstaatlichkeit und auch im Interesse der Rechtsklarheit und -sicherheit aufzuheben.“

### Befürworter
Als einer der ersten und berühmtesten Befürworter des Nationalparks Steigerwald gilt Bernhard Grzimek, außerdem setzte sich der deutsche Forstwissenschaftler Georg Sperber dafür ein. Ende April 2008 riefen Naturschutzvereine den Freundeskreis Pro Nationalpark Steigerwald ins Leben, um gemeinsam für die Nationalparkidee zu werben. In dem Zusammenschluss sind neun regionale und überregionale Interessengemeinschaften aktiv, darunter der Bund Naturschutz in Bayern, der Landesbund für Vogelschutz in Bayern und der WWF Deutschland (Stand 13. November 2010). Seit Anfang Oktober 2009 betreibt der Freundeskreis ein Informationsbüro in der Marktgemeinde Ebrach.
Eine Meinungsumfrage von 2016 ergab in der Region eine Zustimmung von 68 % für einen Nationalpark Steigerwald. Dieser Wert fiel in den Städten Bamberg (80 %) und Schweinfurt (78 %) größer aus, als in den ländlichen Gemeinden der Landkreise Schweinfurt, Haßberge und Bamberg (50 % Zustimmung). Die repräsentative Umfrage wurde von TNS Emnid im Auftrag von BUND Naturschutz in Bayern, WWF Deutschland und dem Landesbund für Vogelschutz in Bayern durchgeführt. Der Verein „Unser Steigerwald“ der Nationalparkgegner kritisierte die Umfrage als „tendenziös“ und „fragwürdig“, da lediglich rund 1000 Personen befragt worden seien.
In einer im Januar 2021 veröffentlichten repräsentativen Umfrage sprachen sich 75 % der befragten Bürger im Raum Bamberg, Schweinfurt und Landkreis Haßberge für die Schaffung eines Nationalparks aus. Die Studie wurde von der Landtagsfraktion Bündnis 90/Die Grünen Bayern zusammen mit dem Verein Nationalpark Steigerwald in Auftrag gegeben. Der Verein „Unser Steigerwald“ kritisierte, dass mehr als die Hälfte der Befragten nicht in den direkt betroffenen Kommunen, sondern aus den umliegenden Städten Bamberg (36 % der Befragten) und Schweinfurt (24 % der Befragten) komme. Die Umfrage begründet dies mit der Berücksichtigung der relativen Einwohnerzahlen. Insgesamt hätten auch in den kleineren Ortschaften unter 5000 Einwohnern 62 Prozent der Befragten einen Nationalpark im Steigerwald positiv bewertet.

### Gegner
Als Reaktion auf die Debatte gründeten 2008 die Nationalparkgegner den Verein Unser Steigerwald e. V. Zu den Mitgliedern zählen neben über 3800 Privatpersonen (Stand März 2017), daneben 59 Kommunen, Verbände und Organisationen. Statt eines Nationalparks treten die Gegner für ein Trittsteinkonzept der Bayerischen Staatsforsten ein: Der Forstbetrieb Ebrach nimmt kleine Teile der Waldfläche aus der Nutzung heraus und vernetzt die über die Staatswaldfläche verteilten Trittsteine über Korridore. Die übrige Waldfläche wird weiter bewirtschaftet.
In einer vom Verein „Unser Steigerwald“ in Auftrag gegebenen Umfrage aus dem Jahr 2014, ermittelte das Institut Forsa eine Ablehnung von 57 % zur Einrichtung eines Nationalparks zusätzlich zum bestehenden Naturpark Steigerwald. Die Ablehnung war bei Befragten aus den Gemeinden in den Landkreisen Bamberg, Haßberge und Schweinfurt mit 68 % größer als in den Städten Bamberg und Schweinfurt. Die Naturschutzverbände kritisierten die Umfrage, da die Befragten durch eine „besondere“ Fragestellung fehlgeleitet wurden. Eine anschließend von der Main-Post durchgeführte Umfrage bestätigte, dass die Mehrheit der Bevölkerung im Steigerwald einen Nationalpark befürwortet.
Eine Resolution von 20 Gemeinderäten im Steigerwald sprach sich 2016 gegen die Schaffung eines Nationalparks Steigerwald aus. Auch mit dem Verweis auf Arbeitsplätze forderten sie stattdessen die Schaffung einer „Nachhaltigkeitsregion für naturnahe Waldbewirtschaftung“.

### Kontroversen
Im Dezember 2020 beschmierten Aktivisten eine Forstmaschine im Steigerwald mit abwaschbarer Kreidefarbe, der Bezirksvorsitzende der oberfränkischen Grünen Tim-Luca Rosenheimer meldete sich als Sprecher der „Aktivist for Steigerwald“ und erklärte sich, die Schmierereien zu beseitigen. Kurz zuvor hatte die grüne Bundestagsabgeordnete Lisa Badum mit diesen vor der Forstmaschine posiert und für einen Nationalpark demonstriert. Badum dementierte eine Mitwisserschaft und distanzierte sich von der Besprühung.
Im November 2020 wurde von einem Unbekannten Täter Erde in den Tank einer Forstmaschine gesteckt und so ein erheblicher Sachschaden verursacht. Waldarbeiter berichten von gehäuften Sachbeschädigungen an Forstmaschinen und sehen einen Zusammenhang mit der Nationalparkdebatte.

### Aktueller Stand
Der ehemalige bayerische Umweltminister Markus Söder sah für einen Nationalpark Steigerwald keine Zukunft, solange er nicht von der breiten Bevölkerung getragen wird. Dies sei aber gerade im Steigerwald derzeit nicht der Fall, erklärte Söder Anfang November 2010 am Rande des Festakts anlässlich des 40-jährigen Bestehens des Nationalparks Bayerischer Wald.
Am 12. Juli 2011 entschied sich die Bayerische Staatsregierung gegen die Gründung eines Nationalparks im Steigerwald. Stattdessen ist ein Zentrum für nachhaltige Waldbewirtschaftung in Handthal entstanden. Es wurde im September 2014 eröffnet. Der Tagungs- und Veranstaltungsort soll neben der Bereitstellung pädagogischer Angebote auch Touristen anlocken. Im Jahr 2016 wurde der Baumwipfelpfad Steigerwald eröffnet.
Im Juni 2023 befürworten nach einer repräsentativen Umfrage 73 % der Wahlberechtigten in Bayern und 76 % der bayerischen CSU-Wähler die Gründung eines Nationalparks im Steigerwald.

## Karten
- Landesamt für Vermessung und Geoinformation Bayern: Naturpark Steigerwald – südlicher Teil. Umgebungskarte 1:50.000. Aischgrund, Bad Windsheim, Erlangen, Fürth, Kitzingen. Mit Wanderwegen, Radwanderwegen, Gitter für GPS-Nutzer. 6. März 2009. (ISBN 978-3-86038-426-8)
- Landesamt für Vermessung und Geoinformation Bayern: Naturpark Steigerwald – nördlicher Teil. Umgebungskarte 1:50.000. Haßfurt, Schlüsselfeld, Kitzingen, Bamberg. Mit Wanderwegen, Radwanderwegen, Gitter für GPS-Nutzer. 6. März 2009. (ISBN 978-3-86038-428-2)